# خرچنگ مرموز شاخ‌کوتاه
خرچنگ مرموز شاخ‌کوتاه (نام علمی: Ocypode brevicornis) نام یک گونه از سرده تندپاها است.